# Bugang-myeon
Bugang-myeon (koreanska: 부강면) är en socken i staden Sejong, Sydkorea. Den ligger 120 km söder om huvudstaden Seoul.